# WDDM – Буруллус
WDDM – Буруллус – трубопровідна система, споруджена у єгипетському секторі Середземного моря для видачі продукції газових родовищ ліцензійного блоку West Delta Deep Marine (WDDM), консорціум інвесторів якого спершу очолювала BG Group, а потім Shell.
Транспортна інфраструктура блоку WDDM одразу планувалась як спільна для всіх родовищ. В межах цієї концепції в районі з глибиною моря 95 метрів встановили підводний маніфольд (Pipeline End Manifold, PLEM), від якого проклали два газопроводи завдовжки біля 70 км з діаметрами 900 мм та 600 мм, що завершувались на береговому газопереробному заводі Буруллус (на схід від Александрії в районі Ідку). Для робіт над цими головними лініями залучили трубоукладальну баржу LB200, а на мілководних ділянках – трубоукладальні баржі Petrojet 11 та Petrojet 12.
До зазначеного маніфольду підключили:
- дві лінії завдовжки по 30 км з діаметрами 500 мм від родовищ Скараб/Саффрон, які ввели в дію у 2003-му;
- трубопровід довжиною 40 км з діаметром 650 мм від родовищ Сіміан/Сієнна, що стали до ладу в 2005-му;
- трубопровід з діаметром 650мм від родовища Сапфір, розробка якого стартувала у тому ж 2005-му.
Також можливо відзначити, що в подальшому через Сапфір видали продукцію родовища Північна Секвоя, тоді як родовища Серпент та Сінбад під’єднали до Скараб та Сіміан.
В 2011 році, під час реалізації чергової фази облаштування блоку, яка передбачала встановлення компресорних потужностей (фаза VII), поряд з головним маніфольдом встановили ще один, від якого до ГПЗ Буруллус проклали третю нитку довжиною 68 км та діаметром 900 мм.
В 2017-му через систему почалась видача продукції розташованого західніше проекту West Nile Delta. Останнім опікується інша компанія BP, проте через природнє виснаження родовищ WDDM їх інфраструктура вже мала надмірну пропускну здатність. Як наслідок, до нитки, що була споруджена в межах згаданої вище VII фази, підключили трубопровід завдовжки 42 км з діаметром 600 мм від родовищ Таурус та Лібра (починається в районі з глибиною моря біля 600 метрів та піднімається до рівня у 70 метрів). Для основних робіт законтрактували трубоукладальне судно Seven Borealis, а для вирівнювання траси – каменеукладальні судна Stornes та Nordnes.